# Nin Hai
Le Nin Hai est un avion militaire de l'entre-deux-guerres. C'est un hydravion biplan à flotteur.